# Franz Lachner
Franz Paul Lachner (Rain (Alemanya), 2 d'abril de 1803 - Múnic (Alemanya) 20 de gener de 1890) fou un compositor i director d'orquestra alemany.

## Biografia
Nascut en una família de músics, el jove Lachner arriba a Múnic el 1822, fent-se deixeble de Caspar Ett. Un any més tard es dirigeix a Viena on coneix, entre d'altres, Franz Schubert i el pintor muniquès Moritz von Schwind. El 1825 arriba a ser primer director d'orquestra de l'Òpera de Viena. El 1834, abandona Viena. Noucasat amb Julie Royko, accepta la direcció de l'Òpera de Mannheim en un contracte "per tota la vida". El 1836 torna a Múnic i inicia el seu treball com a director de l'Òpera Reial que en aquells dies es va haver d'enfrontar a una sèrie de problemes pel que la vida musical muniquesa no tenia gaire fama.
Lachner, al costat de l'intendent Küstner, saneja l'Òpera Reial ampliant la plantilla de cantants i millorant la seva professionalitat en tots els sentits. Després de dos anys d'esforç, Lachner té el seu primer èxit amb la representació de La Creació de Joseph Haydn. El 1841 s'estrena la seva pròpia òpera Catharina Cornaro que arriba a considerar-se obra característica de Múnic; fins al 1860 serà representada 50 vegades.
Uns anys més tard, Lachner és nomenat Reial Director General Musical Bavarès el que el convenç d'abandonar els seus plans de tornar a Viena. El 1858 se li demana la posada en escena del Lohengrin sabent que Lachner no és defensor de la música de Richard Wagner que alguns anys més tard arribarà a Múnic a petició del jove Lluís II.
En ocasió del 25 aniversari en el seu càrrec de reial director musical, Moritz von Schwind li regala al seu amic Franz Lachner una tira de paper de 12 metres i mig de llarg (l'així anomenada Lachner-Rolle) en la qual Schwind havia dibuixat les estacions més destacables de la vida de Lachner.
L'arribada de Wagner a Múnic el 1864 suposa un canvi en la vida musical de la ciutat -Lachner, que havia preparat l'orquestra durant gairebé 30 anys, ara ha de cedir els seus músics a Wagner i von Bülow per a les estrenes i posades en escena de les obres wagnerianes.
Pocs anys després de la desaparició de Wagner al desembre de 1865, es retira també el director musical general Franz Lachner —els nous corrents musicals ja no convencen el classicista Lachner que a partir d'aquest moment es dedica a la formació d'una nova generació— entre els seus deixebles i admiradors figuren Julius Hey, Engelbert Humperdinck, Ernst Frank, Georg Goltermann i el jove Richard Strauss.

## Obres
- Rèquiem